# Богдан Кючуков
Богдан Кючуков е български волейболист и треньор по волейбол. Бивш преподавател в НСА, доцент.

## Треньорска кариера
Начело на мъжкия национален отбор печели:
- 1984 г.: европейски вицешампион, Клермон-Феран (Франция)
- 1985 г.: Турнир за Световната купа, Сеул (Ю. Корея) – IV място
- 1986 г.: Световно първенство, Париж (Франция) – III място
- 1995 г.: Европейско първенство, Атина (Гърция) – IV място
- 1995 г.: Финал за Световната лига, Рио де Жанейро (Бразилия) – IV място
- 1996 г.: Олимпийски игри, Атланта (САЩ) – VII място

## Награди
- Майстор на спорта по волейбол
- Заслужил треньор по волейбол